# Maladera dierli
Maladera dierli är en skalbaggsart som beskrevs av Frey 1969. Maladera dierli ingår i släktet Maladera och familjen Melolonthidae. Inga underarter finns listade i Catalogue of Life.